# هایپرپنه
هایپرپنه (به انگلیسی: hyperpnea) در واقع افزایش در سرعت و عمق تنفس است. این پدیده می‌تواند فیزیولوژیک باشد. مثل زمانی که لازم است برای تأمین نیازهای متابولیک بافت‌های بدن هایپرپنه ایجاد شود؛ برای مثال در هنگام یا بعد از ورزش کردن یا در هنگام کمبود اکسیژن در ارتفاعات یا در نتیجهٔ کم خونی، هایپرپنه فیزیولوژیک رخ می‌دهد. نوع پاتولوژیک در طی عفونت‌های شدید ایجاد می‌شود.
تاکی پنه گاهی از هایپر پنه افتراق داده می‌شود. در واقع منظور از تاکی پنه تنفس‌های سریع و کم عمق می‌باشد؛ درصورتی که منظور از هایپرپنه تنفس‌های سریع و عمیق می‌باشد. این افتراق همواره صادق نیست و این دو واژه می‌توانند هم‌معنی باشند. به‌طور مشابه بعضی بین هایپرپنه و هایپرونتیلیشن نیز تمایز قائل اند بدین ترتیب که در هایپرپنه افزایش میزان تنفس مطلوب بوده چرا که در جهت تأمین نیازهای متابولیک بدن است در صورتی که در هایپرونتیلیشن این میزان تهویه برای نیازهای بدن نامتناسب می‌باشد البته بجز در شرایط اسیدوز متابولیک که لازم است CO2 به بیرون دمیده شود. در نتیجهٔ کاهش غلظت CO2 یافته‌های رایجی چون احساس سبکی در سر، گزگز اندام‌های پیرامونی، اختلالات بینای و غیره دیده می‌شود. در صورتی که در هایپرپنه عموماً چنین یافته‌هایی دیده نمی‌شود.